# 康拉德二世 (神圣罗马帝国)
康拉德二世 (德語：Konrad II，约990年—1039年6月4日），也被称为长者康拉德和萨利安的康拉德，罗马人民的国王（1024年－1039年在位），意大利人的国王（1026年－1039年），勃艮第人的国王（1033年－1039年）和神圣罗马帝国皇帝（1027年加冕）。当萨克森王朝绝嗣后，他于1024年当选为国王，开始了萨利安王朝在德国的统治。
康拉德二世是施派尔伯爵亨利和阿尔萨斯的阿德莱德的儿子，他在父亲死后继承了施派尔伯爵和沃尔姆斯伯爵的头衔。当萨克森王朝的罗马帝国皇帝亨利二世于1024年无嗣而终后，他当选为国王并建立了统治德国一个世纪的萨利安王朝的统治，并于当年9月8日在美因茨加冕。
康拉德二世继续萨克森王朝抑制德意志诸侯的政策。他在与诸侯的斗争中争取小封侯的支持，帮助他们不被大封建主所欺凌。1037年康拉德二世在意大利颁布所谓“封地法”，规定贵族的采邑为世袭，以免大领主肆意兼并小领主的领地。这些积极的措施保证了王权的加强。康拉德二世并利用由皇帝任命主教和修道院院长的传统做法（所谓主教叙任权），巩固了王室对教会的有效控制。
1028年，康拉德二世趁波兰国内发生动乱之机，从波兰国王梅什科二世手中夺取了上卢日策。
1032年，阿尔勒国王鲁道夫三世死后无嗣，他把自己的王国（包括早先形成的两个独立的勃艮第王国，由于上勃艮第国王鲁道夫二世933年与普罗旺斯统治者于格的政治交易，后来都归鲁道夫二世统治）遗赠给了康拉德二世。到1034年，康拉德二世已经压服所有反对者，成为这片土地的主人。从此，勃艮第王国成为神圣罗马帝国三大王国之一（另外两个是德意志王国和意大利王国）。这个王国的面积相当大，它几乎包括了今天法国东南部的大部分领土，以及瑞士西部，弗朗什孔泰和多菲内两块法国主要的封建领地，但它并不包括较小的勃艮第公国（由法国卡佩王室的一个分支统治）。康拉德二世把勃艮第公国转给了自己的儿子亨利（即后来的亨利三世）作为領地。
1039年，康拉德二世病逝于乌德勒支（在今天的荷兰）。

## 早年生活

### 家庭背景
萨利安王朝起始于沃尔姆斯伯爵维尔纳五世，他是一位德国莱茵河东部法兰克尼亚公国的中级法兰克贵族。他的儿子，红发康拉德在941年继承他成为伯爵并由鄂圖一世，后来的神圣罗马帝国皇帝在944年任命为洛林公爵。康拉德随后在947年娶了鄂圖的女儿路易贾德并成为国王最亲近的盟友之一。可是，当鄂圖拒绝遵守身为其在意大利的谈判代表康拉德与叛军贝伦加尔二世签署的条约后，他们的关系出现了裂痕。同时，康拉德由于担心鄂圖的弟弟巴伐利亚公爵亨利一世不断壮大并威胁到自己的权力而对其产生了不满。在953年，康拉德加入了鄂圖的儿子路易道夫的叛乱，但这场叛乱被鄂圖平息了，随后康拉德被剥夺了洛林公爵的爵位。很快，由于康拉德在955年莱希菲尔德大战中的战功，康拉德和鄂圖和解了。虽然德国人成功阻止了匈牙利对欧洲的入侵，但康拉德也在这场大战中失去了他的生命。在956年，康拉德的儿子沃尔姆斯的奥托继承了他的爵位。在965年到970年间，鄂圖的儿子施派尔的亨利出生了。历史对他所知甚少，他在985年到990年间便死去了，留下了儿子康拉德和妻子阿德莱德。随后，阿德莱德就改嫁了另一位法兰克贵族，留下了康拉德。
在978年，皇帝鄂圖二世在剥夺了三亨利之战中的叛军卡林西亚公爵亨利一世的头衔后，将他的外甥沃尔姆斯伯爵鄂圖任命为卡林西亚公爵。在授予头衔后，鄂圖就失去了沃尔姆斯伯爵的头衔，头衔被赐予给了鄂圖二世的皇家顾问希尔德巴尔德主教。当鄂圖二世在983年突然逝世后，他的年纪尚小的儿子鄂圖三世继承了他的皇位并由鄂圖三世的母亲席奥法努作为摄政。席奥法努希望和被废除的亨利一世和解，并在985年重新恢复了他的卡林西亚公爵的爵位，而沃尔姆斯的鄂圖则又做回了他的沃尔姆斯伯爵。随后，巴伐利亚公爵亨利四世得到了卡林西亚公爵的爵位。在996年，鄂圖三世任命沃尔姆斯的鄂圖的儿子布鲁诺为教皇格利高里五世。在1002年鄂圖三世死后，沃尔姆斯的鄂圖和亨利四世成为了德国王位的候选者。鄂圖做出了妥协，并推出了王位的争夺，以及从亨利四世（也就是后来的皇帝亨利二世）那儿得到了卡林西亚公爵的爵位作为回报。最后，鄂圖把他在沃尔姆斯的资产转让给了长期的政治对手沃尔姆斯主教布尔查德。布尔查德继续照顾康拉德，教育他一直到1000年。
在卡林西亚公爵康拉德一世，康拉德的舅舅死后，老康拉德的儿子“年轻的”康拉德继承了沃尔姆斯伯爵的爵位，而卡林西亚公爵的头衔则因为其年幼，由埃彭施泰的阿达贝罗所持有，而“年轻的”康拉德由康拉德照顾。

### 成年
康拉德在1016年娶了有过两次丧夫经历的公爵夫人士瓦本的吉塞拉。吉塞拉是施瓦本公爵赫尔曼二世的女儿。赫尔曼二世在1002年鄂圖三世逝世后选举德国王位，输给了亨利二世。吉塞拉在同年嫁给了布伦瑞克伯爵布鲁诺一世。在1010年布鲁诺一世伯爵死后，吉塞拉又嫁给了巴本堡家族的厄尔斯特一世。通过这场婚姻，厄尔斯特一世在1012年吉塞拉的弟弟赫尔曼三世死后继承了施瓦本公爵领。他们生下了两个孩子，厄尔斯特二世和赫尔曼。在1015年厄尔斯特一世死后，皇帝亨利二世任命厄尔斯特二世为新的施瓦本公爵。作为吉塞拉的新丈夫，康拉德希望能作为他的年轻的继子的摄政并管理公国。他认为这是提升他的地位并得到公爵领的宣称的好机会。皇帝亨利二世看出了他的想法，在1016年把厄尔斯特二世的守护人和施瓦本的摄政交给了特里尔大主教波普。鄂圖王朝和萨利安家族原本就已经不好的关系再一次被破坏。
康拉德想得到自己的公爵领的想法破灭了，但他的婚姻却给他带来了财富。吉塞拉的母亲勃艮第的戈尔贝佳是正在统治勃艮第王国的国王康拉德的女儿，也是法兰克人的国王路易四世的孙女（路易四世生下法兰西的玛蒂尔达，玛蒂尔达与勃艮第国王康拉德生下戈尔贝佳）。吉塞拉通过她的父母的血缘关系成为查理曼的后代。但这段婚姻却存在着问题，因为吉塞拉和康拉德同为鄂圖王朝的亨利一世的后代。亨利是第四代，而吉塞拉是第五代。根据教会的法律规定，七代之内的婚姻是不被允许的。虽然康拉德的婚姻与当时流行的婚姻方式并没有什么区别，但一些苛刻的法律拥护者对这段婚姻表示强烈的谴责，而且皇帝亨利二世也借这个理由暂时驱逐了康拉德。在流亡期间，吉塞拉在1017年10月28日为康拉德生下了一个儿子，即亨利三世。
康拉德和皇帝亨利二世最终和解，被允许回到德国。

## 德国人的国王时期

### 选举
1024年皇帝亨利二世逝世。因为死后无嗣，所以他的死亡标志着从919年开始，统治德国的鄂圖王朝结束。在没有明确的明确的继承人的情况下，亨利的遗孀盧森堡的庫妮根德作为摄政，同时德国贵族们开始选举新的国王。庫妮根德得到了她的兄弟们梅兹主教迪特里希一世和盧森堡伯爵（亨利五世 (巴伐利亞)的帮助，同时美因茨大主教，德国首席主教埃利波也支持她。
在1024年9月4日，德国的贵族们在坎姆巴，一座在莱茵河东岸与奥彭海姆相对的历史性地点聚集。（如今坎姆巴所在的的位置竖立着描绘康拉德在马上的纪念碑）大主教埃利波作为会议的主席。康拉德作为选举候选人在会议上现身，而他的堂弟“年轻的”康拉德也同样竞选王位。他们都是通过他们的爷爷沃尔姆斯的鄂圖（路易贾德的儿子）而成为先皇鄂圖一世的后代。虽然当时鄂圖王朝还存在旁系成员，但他们并没有被贵族们考虑在内。康拉德的牧师，史学家勃艮第的韦伯也参加了这次会议，并把会议经过记录了下来。当洛林公爵对“年轻的”康拉德表示青睐后，萨克森公爵则保持了中立。
到议会上的大多数贵族们都倾向于年长的康拉德，因为他有一个七岁的儿子，能以免后患。作为会议的主席，埃利波大主教投出了第一票给年长的康拉德。随后其他的僧侣也支持了年长的康拉德。世俗贵族们随后也把票投给了年长的康拉德。只有科隆大主教皮尔格雷姆，下洛林公爵戈特隆一世，和上洛林公爵腓特烈二世投了反对票。
在1024年9月8日，34岁的康拉德在美茵茨主教座堂被大主教埃利波加冕为羅馬人的国王。为了纪念这次选举，康拉德在1030年委托在祖籍沃尔姆斯附近的施派尔建立了施派尔主教座堂。美因茨大主教埃利波当时已经是德国的首席大臣了。康拉德想感谢他在选举中支持自己，任命埃利波为意大利的首席大臣。此举使埃利波成为了神圣罗马帝国的总首席大臣，获得了在帝国一人之下万人之上的无上地位。
但埃利波却拒绝给康拉德的妻子吉塞拉加冕为王后，因为他们的婚姻违反了教会法。康拉德随后否认了埃利波的地位。科隆大主教皮尔格雷姆看中了这次和国王改善关系的机会，因为他在选举中并没有支持康拉德，但他通过支持“将康拉德的妻子吉塞拉加冕为王后”成功倒戈到康拉德一派。后来，康拉德在1024年9月21日将吉塞拉加冕为了王后。
皮尔格雷姆在政治方向上转向的同时，也削弱了新王的敌对势力的力量。

### 早期统治
康拉德继承了一个饱受各种问题困扰的王国。萨克森和洛林的公爵，还有他的堂弟卡林西亚公爵“年轻的”康拉德反对他的统治。为了确保他的统治，康拉德在德国展开了一段旅行。他停驻在奥格斯堡并得到主教布鲁诺的支持，并在斯特拉斯堡得到了主教维尔纳一世的支持，他们是先皇亨利二世的兄弟，而且他们在康拉德的宫廷中被委以重任。康拉德从科隆旅行到亚琛，这座查理曼的旧都后，按照以往的传统宣称自己是查理曼大帝的继承者。即使康拉德延续了鄂圖王朝的传统，洛林公爵仍然不接受他的统治。康拉德随后向北，到了萨克森，拜访了奎德林堡女隐修院院长阿德莱德一世和甘德斯海姆修道院院长索菲亚一世,她们是鄂圖王朝鄂圖二世的女儿。她们对康拉德的支持大大地影响了萨克森的贵族们。在明登庆祝圣诞节时，由公爵贝尔纳德二世带领的萨克森贵族们承认康拉德作为他们的国王，只要他承诺尊重萨克森当地的法律。直到1025年3月，康拉德和吉塞拉留在萨克森过冬。在离开萨克森后，康拉德来到了施瓦比亚公爵领的奥格斯堡庆祝复活节。随后，他又去到巴伐利亚公爵领的雷根斯堡庆祝五旬节。之后，康拉德又前往德国和勃艮第的边界附近的苏黎世。在1016年，皇帝亨利二世强迫没有子嗣的勃艮第国王鲁道夫三世任命康拉德为其继承人。在1024年亨利死后，康拉德又宣称原王国继承者为勃艮第王国的继承人。至此，康拉德的旅行结束，他在选举后的十个月内拜访了所有王国内主要的地区。
康拉德在即位后还得处理搁置已久的甘德斯海姆修道院冲突。这持续了40年的冲突还得回溯到989年先皇鄂圖三世时期。美因茨大主教和希尔德海姆主教对甘德斯海姆修道院及其下属的资产的控制权以及僧侣的任免权吵得不可开交。虽然鄂圖三世通过宣布双方都可以管理僧侣的方式稍微缓解了冲突，可是并没有使其停止。德国总主教兼美因茨大主教埃利波想重翻旧案，因为康拉德欠了他一个人情，埃利波在选举时支持他并作为他的盟友。1027年一月，国王在法兰克福召开了宗教会议以解决这场冲突，但并没有得到结果。在1028年九月，康拉德再一次召开宗教会议，然而还是不能得到解决的方案。在1030年，第三次宗教会议终于解决了问题，因为希尔德海姆主教哥特哈德撤回了他对修道院的宣称，这对埃利波无疑十分有利。
在康拉德去往奥格斯堡的旅途中，他与他的堂弟“年轻的”康拉德发生了冲突，这场冲突的原因并未被记录下来，但“年轻的”康拉德宣称他并没有从1024年退出国王选举后得到一点康拉德承诺给予他的补偿。

### 意大利的动乱

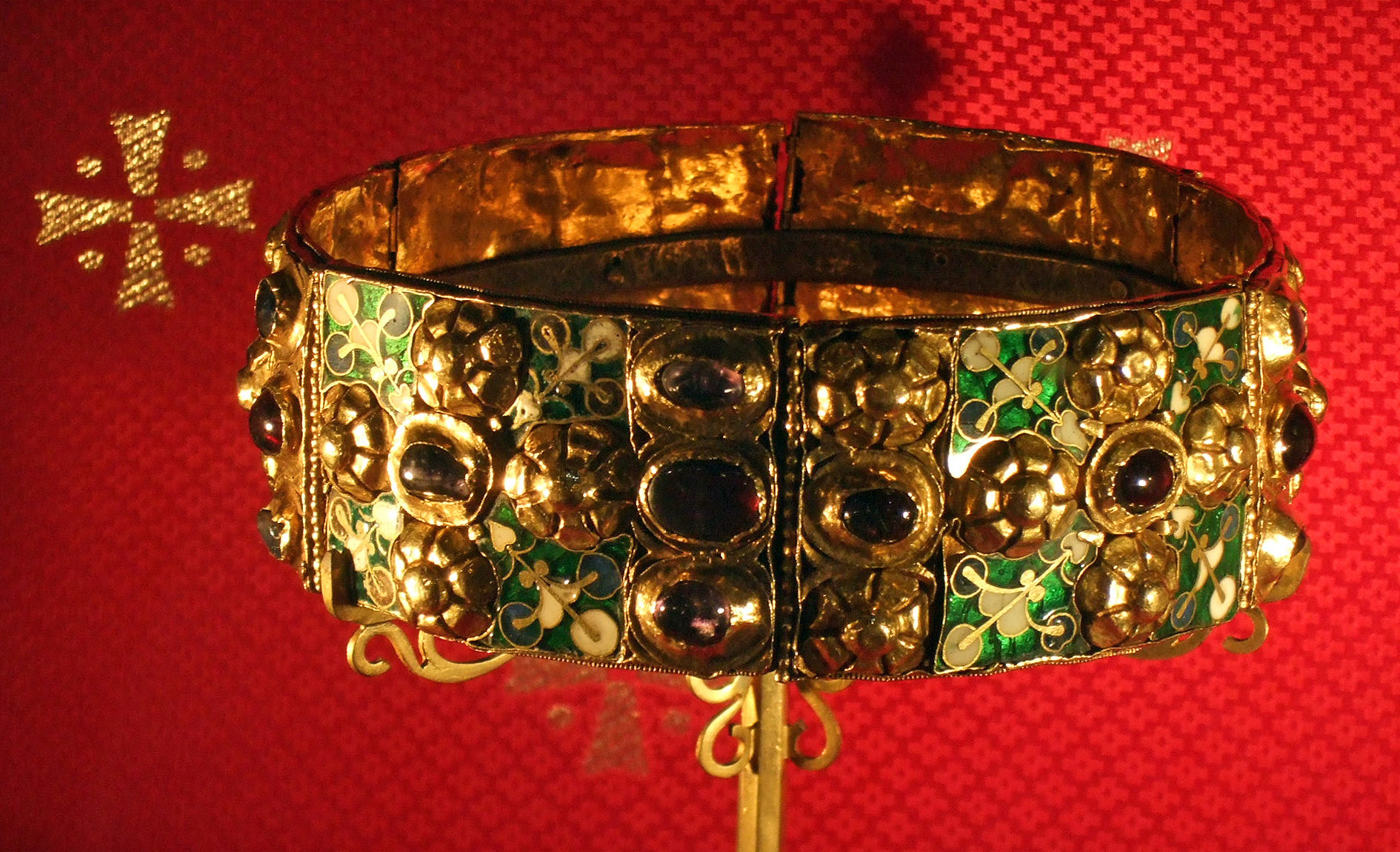
在1026年康拉德前往意大利途中，被授予了代表伦巴第王权的Iron Crown of Lombardy。

在巴伐利亚，康拉德第一次会见了统治意大利的贵族们。在1025年6月，米兰大主教埃利伯特和其他意大利北部的主教们穿越过阿尔卑斯山向北向康拉德送来了敬意。为了取得在意大利的一些特权，埃利伯特同意授予康拉德伦巴第的铁王冠。在亨利二世死后，意大利的情况十分的不稳定。世俗的贵族们宁愿王位空缺，也不想让意大利的王位落到康拉德的身上。他们向法国国王卡佩王朝的罗贝尔二世和他的儿子于格二世发出了邀请，但罗贝尔拒绝了。之后又向阿基坦公爵威廉五世发出邀请，但也被拒绝了。
除了主教们的委托外，意大利帕维亚的世俗贵族们也向北前进到了康拉德的所居住的地区。当时，康拉德在阿尔卑斯山北部的选举逐渐扫清障碍期间，意大利在此期间爆发了几场叛乱，而且有些贵族还想把意大利王国从神圣罗马帝国中脱离出来。当亨利的死讯传到帕维亚时，帕维亚的居民发动了起义，摧毁了当地的皇宫，这是5世纪东哥特王国国王狄奥多里克大帝
建造的。虽然帕维亚在鄂圖王朝时期失去了对意大利的管理地位，但那座宫殿是帝国在意大利权力的象征。由于地处意大利到法国和勃艮第的必经之路，帕维亚成为了一个重要的商业中心。底层贵族的贸易者们要求更多的自治权，他们视这座城墙内的宫殿为眼中钉。

## 政治
康拉德正式确认了萨克森的传统法律，并发布了伦巴第的新宪法。在1028年，康纳德让他的儿子亨利，在亚琛选举并成为德国的新国王。亨利娶了英格兰、丹麦和挪威的国王克努特大帝，以及诺曼底的埃玛的女儿冈希尔达。这场婚姻早在许多年前就被康拉德决定了，当时他把德国北部的部分地区交给了克努特管理。亨利，即将来的皇帝亨利三世，他成为了他父亲的首席顾问。
康拉德在1028年到1030年期间，计划攻打波兰的目标未取得成功。在1031年，康拉德和基辅罗斯迫使波列斯瓦夫一世的儿子和继承人米尔什科二世达成和平，并交还波列斯瓦夫在亨利二世时期夺取的土地。米尔什科被迫放弃了他的国王的头衔，成为康拉德的封臣波兰公爵。
在1029年，巴伐利亚边境的冲突将原本帝国和匈牙利国王斯蒂芬一世良好的关系破坏了。一年后，康拉德开始了对匈牙利的征伐。匈牙利人使用了焦土政策迫使康拉德的军队撤退。最后，匈牙利的军队迫使康拉德在维也纳投降。康拉德被迫割让了边境的领土。
当1032年2月2日勃艮第国王鲁道夫三世死后，康拉德宣称了勃艮第的王位，因为他的前任亨利二世在1016年迫使鲁道夫交出了他死后勃艮第王国的继承权。虽然遇到了对手，可是当地的勃艮第贵族和普罗旺斯贵族却在1034年之后，在苏黎世对康拉德表示欢迎。勃艮第王国在后来被康拉德的继承者占据，成为阿尔勒王国。现在法国东南部几乎四分之一的土地，包括瑞士西部、法国孔泰和道芬地区。它不包括北边被法国卡佩王朝的分支所统治的勃艮第公国。（大部分先前的阿尔勒王国的领土在下一个世纪零散地被并入了法国，但阿尔勒国王的头衔却一直是神圣罗马帝国的下治头衔，直到1806年神圣罗马帝国滅亡）。
康拉德支持意大利当地的骑士和市民的利益免受兰大主教埃利伯特和当地贵族的侵犯。康拉德以娴熟的外交技巧和运气维护了当地的秩序。

## 家庭
- 妻子：吉斯拉（士瓦本女公爵）
- 子女：亨利三世（唯一的孩子）